# Битолски надпис (1863)
Битолският надпис е възрожденски български надпис от 1863 година.
Намира се на мраморна плоча над южната врата на долномахленската църква „Света Неделя“, Битоля. Надписът ознаменува освещаването на църквата от митрополит Венедикт Византийски. Правени са опити за заличаване част от надписа в ново време.